# Piękny i zły
Piękny i zły (ang. The Bad and the Beautiful) – amerykański film z 1952 roku w reżyserii Vincente Minnellego. Film zdobył 6 nominacji do Oscara, z czego ostatecznie otrzymał 5 statuetek: dla najlepszej aktorki drugoplanowej (Gloria Grahame), za scenariusz, zdjęcia, scenografię i kostiumy. Obraz nominowano również do innych nagród filmowych (m.in. Złoty Glob, BAFTA), jednakże żadnej z nich ostatecznie nie otrzymał.

## Obsada
- Lana Turner - Georgia Lorrison
- Kirk Douglas - Jonathan Shields
- Walter Pidgeon - Harry Pebbel
- Dick Powell - James Lee Bartlow
- Barry Sullivan - Fred Amiel
- Gloria Grahame - Rosemary Bartlow
- Gilbert Roland - Victor "Gaucho" Ribera
- Leo G. Carroll - Henry Whitfield
- Vanessa Brown - Kay Amiel
- Paul Stewart - Syd
- Sammy White - Gus
- Elaine Stewart -  Lila
- Ivan Triesault - Von Ellstein
- Lucy Knoch - blondynka tańcząca z Gaucho (niewymieniona w czołówce)
- Barbara Billingsley - Evelyn Lucien (niewymieniona w czołówce)
- Kathleen Freeman - panna March (niewymieniona w czołówce)